# Khaled Adenon
 (mars 2023).
Abdoul Khaled Akiola Adenon, plus connu sous le nom de Khaled Adenon, est un footballeur international béninois né le 28 juillet 1985. Il joue actuellement dans le club de l'USOA Albert, dans la Somme, en Picardie.

## Biographie
Il évolue d'abord à l'ASEC Mimosas d’Abidjan où il est formé en tant que milieu défensif. Il est engagé chez les professionnels dès ses 20 ans. Là-bas, il remporte le championnat ivoirien deux années de suite en 2005 et 2006. Puis, il est appelé en équipe nationale béninoise dès le premier match de qualification pour la CAN 2008. Il réalise alors une bonne prestation avec à la clé une victoire importante face aux Éperviers du Togo. En occupant désormais une place de titulaire en sélection nationale, il dispute les 6 matchs éliminatoires du groupe 9 pour la CAN. Le match décisif se dispute notamment face au Mali où il est chargé de prendre Frédéric Kanouté ; il séduit ainsi les recruteurs étrangers. 
Le club du Mans rentre en contact avec Adenon dès le mercato hivernal de 2007. Là, il est notamment séduit à cause de la présence de celui qu'il nomme son « grand frère » au sein de l'effectif manceau : Stéphane Sessègnon. Il débarque à la Pincenardière en compagnie d'un autre grand espoir de la CAN : Saber Ben Frej. Il débute cependant avec la CFA comme beaucoup de recrues hivernales de l'équipe. Il évolue au poste de défenseur central ou milieu défensif.
La saison 2008-2009 n'est pas concluante pour lui. Barré en défense par d'autres joueurs, il ne dispute que cinq rencontres avec les pros alors qu'il n'en avait disputé que 9 avec la CFA la demi-saison précédente. Le MUC, peu séduit par la progression du joueur répond à ses demandes en lui permettant un prêt d'un an avec option d'achat au Sporting Club de Bastia, en Ligue 2 le 3 juillet 2009.
De retour au club au début de la saison 2010-2011, le Béninois s'impose très rapidement en tant que titulaire et forme une charnière centrale très performante avec Grégory Cerdan. Le Mans rate la montée en Ligue 1 d'une manière concise. 
En fin de contrat à l'issue de cette saison, il a prolongé son contrat de deux saisons, soit jusqu'en 2013 avec le club et formera la charnière centrale avec Mamadou Doumbia, comme il y a quelques saisons quand ils évoluaient tous les deux à l'ASEC d'Abidjan.
Le 23 août 2012, la commission de discipline de la FIFA decide de suspendre Khaled Adenon de tout matchs qu’il soit national ou international pour une durée de 12 mois. Cette décision est motivée par « des voies de fait à l’égard de l’arbitre » lors du match Rwanda – Bénin disputé le 10 juin 2012.
Le 5 juillet 2014, il signe pour le Vendée Luçon Football, club de National. Adenon finie avec son club à la cinquième place à la fin de la saison. 
La saison suivante, le Béninois signe en faveur d'une équipe ambitieuse, l'Amiens SC, aussi en troisième division française. Avec Amiens, Adenon souffre de débuts difficiles, mais finit très bien la saison et peut fêter la promotion en Ligue 2. En Picardie, Adenon inscrit quatre buts pendant cette saison et se montre comme un élément important de la montée.

## Statistiques
| Saison     | Club             | Championnat | Championnat | Championnat | Coupe(s) nationale(s) | Coupe(s) nationale(s) | Sélection | Sélection | Sélection | Total | Total |
| Saison     | Club             | Division    | M.          | B.          | M.                    | B.                    | Équipe    | M.        | B.        | M.    | B.    |
| 2005       | ASEC Mimosas     | 1           |             |             |                       |                       | -         | -         | -         | 0     | 0     |
| 2006       | ASEC Mimosas     | 1           |             |             |                       |                       | Bénin     | 2         | 0         | 2     | 0     |
| 2007       | ASEC Mimosas     | 1           |             |             |                       |                       | Bénin     | 6         | 0         | 6     | 0     |
| Sous-total | Sous-total       | Sous-total  |             |             |                       |                       | Bénin     | 8         | 0         | 8     | 0     |
| 2007-2008  | Le Mans UC       | 1           | -           | -           | -                     | -                     | Bénin     | 7         | 0         | 7     | 0     |
| 2008-2009  | Le Mans UC       | 1           | 5           | 0           | 3                     | 0                     | Bénin     | 6         | 1         | 14    | 1     |
| 2009-2010  | SC Bastia (prêt) | 2           | 28          | 1           | 1                     | 0                     | Bénin     | 6         | 0         | 35    | 1     |
| 2010-2011  | Le Mans FC       | 2           | 31          | 2           | 5                     | 0                     | Bénin     | 5         | 0         | 41    | 2     |
| 2011-2012  | Le Mans FC       | 2           | 30          | 0           | 6                     | 0                     | Bénin     | 4         | 0         | 40    | 0     |
| 2012-2013  | Le Mans FC       | 2           | 2           | 0           | -                     | -                     | Bénin     | -         | -         | 2     | 0     |
| 2013-2014  | Le Mans FC       | 6           |             |             |                       |                       | Bénin     | 4         | 0         | 4     | 0     |
| Sous-total | Sous-total       | Sous-total  | 96          | 3           | 15                    | 0                     | Bénin     | 32        | 1         | 143   | 4     |
| 2014-2015  | Luçon Football   | 3           | 30          | 1           | 3                     | 0                     | Bénin     | 1         | 0         | 34    | 1     |
| Sous-total | Sous-total       | Sous-total  | 30          | 1           | 3                     | 0                     | Bénin     | 1         | 0         | 34    | 1     |
| 2015-2016  | Amiens SC        | 3           | 27          | 4           | 1                     | 0                     | Bénin     | 4         | 0         | 32    | 4     |
| 2016-2017  | Amiens SC        | 2           | 36          | 0           | 2                     | 1                     | Bénin     | 5         | 1         | 43    | 2     |
| 2017-2018  | Amiens SC        | 1           | 34          | 0           | 2                     | 0                     | Bénin     | -         | -         | 36    | 0     |
| 2018-2019  | Amiens SC        | 1           |             |             |                       |                       | Bénin     | -         | -         | 0     | 0     |
| 2020-2021  | US Avranches     | 3           |             |             |                       |                       | Bénin     | -         | -         | 0     | 0     |
| Sous-total | Sous-total       | Sous-total  | 97          | 4           | 5                     | 1                     | Bénin     | 9         | 1         | 111   | 6     |

## Palmarès
- ASEC Mimosas
  - Champion de Côte d'Ivoire : 2005 et 2006
  - Coupe Félix-Houphouët-Boigny : 2005
- Le Mans FC
  - Champion du Maine : 2014
- Amiens SC
  - Championnat de France D2
    - Vice-champion : 2017

### Sources
- La gazette du MUC 72, Samedi 15 mars 2008, éditions Le Maine Libre